# جان برتراند (قایقران، زاده ۱۹۴۶)
جان برتراند (انگلیسی: John Bertrand؛ زادهٔ ۲۰ دسامبر ۱۹۴۶) قایقران قایق بادبانی اهل استرالیا بود.